# Aeroportul Warroad
Aeroportul Warroad (IATA: RRT, ICAO: KRRT, FAA LID: RRT) este un aeroport din Comitatul Roseau, Minnesota, Minnesota, Statele Unite ale Americii ce deservește zona Warroad⁠(d). A fost numit după zona deservită.
Situat la o altitudine de 328 m, aeroportul dispune de 2 piste.

## Infrastructură

### Piste
Aeroportul dispune de 2 piste. Pista 04/22 are suprafața de Iarbă și dimensiunile 2.987 picioare × 150 picioare. Pista 13/31 are suprafața de asfalt și dimensiunile 5.400 picioare × 100 picioare. 